# Schemer
Schemer is een Nederlandse dramafilm uit 2010 onder regie van Hanro Smitsman.

## Verhaal
In een vriendengroep van zes middelbare scholieren zijn er twee stellen: Caesar en Ilse, en Rico en Frauk. Verder is er Mick, die niet in vrouwen is geïnteresseerd, en heimelijk zich meer tot Caesar voelt aangetrokken, en Jessie. Alle vijf anderen ergeren zich aan Jessie omdat ze liegt, stookt in de twee relaties, een verwarrend patroon van verleiding en afwijzing vertoont, en soms lui is en neerbuigend doet.
Ze besluiten haar te vermoorden tijdens een autotochtje. Ze spreken af dat Ilse van tevoren pillen in haar cola zal doen om haar te versuffen; ze krijgt die van Caesar, het is een medicijn van zijn zieke moeder, die hij verzorgt. Ilse verandert van gedachten en gooit de pillen weg; ze gaat ook niet mee. Frauk laat de auto stoppen, ze wil ook niet verder mee; ze maant Rico ook uit te stappen, maar die gaat door. Mick en Caesar wurgen Jessie, met hun handen en een touw.
Aangekomen bij een strandje vermanen ze Rico om ook eens wat te doen, die helpt vervolgens haar te versjouwen. Ze blijkt nog te leven, waarop Mick een grote steen pakt, maar Caesar vindt het te gortig om haar daarmee de schedel in te slaan, en doodt haar alsnog door verstikking. Terwijl Rico en Mick het lijk in plastic wikkelen belt Caesar Ilse opgewekt dat het gelukt is. Dan kan Rico er niet meer tegen; hij gaat lopend naar huis. Caesar en Mick dumpen het lijk in het water, en omhelzen elkaar, blij over wat ze gedaan hebben.
Om de schijn op te houden helpen ze zoeken naar het vermiste meisje. Uiteindelijk vist Caesar het lijk op en legt het op het strand, waarna het bij de volgende zoekactie gevonden wordt. Op de uitvaart spreekt Mick de zaal toe. De toehoorders maken hem achteraf complimenten dat hij mooi gesproken heeft. Caesar krijgt het er moeilijk mee, en snauwt Ilse af. Ilse vertelt alles aan de politie, waarop arrestaties volgen.

## Rolbezetting
| Acteur                          | Personage |
| ------------------------------- | --------- |
| Robert de Hoog                  | Mick      |
| Gaite Jansen                    | Jessie    |
| Melody Klaver                   | Frauk     |
| Roos Netjes                     | Ilse      |
| Gerson Oratmangoen              | Rico      |
| Matthijs van de Sande Bakhuyzen | Caesar    |

## Productie
De film is geïnspireerd op de moord op Maja Bradarić in 2003. Anjet Daanje schreef het scenario in 2007 en kreeg in september dat jaar daarvoor een ontwikkelingsprijs bij het Nederlands Film Festival in Utrecht. De werktitel was Uiterwaarden, vermoedelijk omdat Bradarić na haar dood naar de uiterwaarden van Bemmel werd gesleurd en daar in brand werd gestoken. Hanro Smitsman deed omstreeks oktober 2007 zijn eerste aanvraag voor de verfilming. Die werd toen afgewezen door het Nederlands Filmfonds, omdat zij van mening was dat de personages 'te vlak' zouden overkomen.
Smitsman ging vervolgens met Daanje aan de slag met het script. Ze hadden moeite met het vinden van een beredenering van de moord, maar ze waren uiteindelijk in staat om een motief van de personages te verduidelijken. Smitsman nam het niet meer zo nauw met de ware gebeurtenissen; het script werd uiteindelijk compleet herschreven. Dit rationaliseerde de regisseur door te vertellen dat er 'in de nieuwe versie meer ruimte en aandacht is voor de personages'. Anders dan bij de echte moord is er geen allochtone setting, de hoofddaders en het slachtoffer zijn autochtoon.
Pas in december 2008 werden de plannen bekendgemaakt dat regisseur Smitsman met Schemer zijn speelfilmdebuut zou maken. Hierbij werd ook bevestigd dat Robert de Hoog een rol zou spelen. De VARA cofinancierde de film, zodat het netwerk uitzendrechten kreeg. Smitsman sprak uiteindelijk gelukkig te zijn over de lange ontstaansgeschiedenis, omdat naar zijn mening 'de film lijkt er beter van zijn te geworden'. Robert de Hoog vertelde in een later interview dat de film niets meer te maken had met de moord op Bradarić. Volgens de acteur wilde Smitsman met de film laten zien 'hoe mensen tot een moord kunnen komen' en staat de film 'helemaal op zichzelf'. Het doel van de regisseur was dat de kijker de moordenaars begrijpt en niet veroordeelt.
De opnames gingen op 1 juli 2009 van start en duurden tot en met 12 augustus 2009. Er werd gefilmd in Amsterdam, Bussum, IJmuiden en in de uiterwaarden bij Lent (gemeente Nijmegen).

## Release en ontvangst
Medio juni 2010 verscheen op de website van de film de eerste trailer van de film. In Nederland ging Schemer op zaterdagavond 25 september 2010 in première op het Nederlands Film Festival. De film beleefde zijn wereldpremière op het Internationaal filmfestival van San Sebastian.
Tijdens het Nederlands Film Festival won Schemer de MovieSquad Award. Dat maakte de jongerenjury van het festival dinsdagavond 28 september 2010 bekend tijdens de talkshow van Claudia de Breij. De film werd tevens genomineerd voor een Gouden Kalf in de categorie Beste Montage. Schemer werd op vrijdagavond 1 oktober 2010 op het Nederlands Film Festival door de Nederlandse filmjournalisten uitgeroepen tot beste film. De film won de Prijs van de Nederlandse Filmkritiek. De jury van filmcritici prees de film als ’een belofte voor de toekomst’, die met zijn thema van uitsluiting ’iets te melden heeft over de hedendaagse samenleving’ en ’van begin tot einde beklemmend en spannend blijft’. Sommige critici waren teleurgesteld dat Pathé de film niet uitbracht.